# Vinson
|  | Aquest article tracta sobre la entitat de població d'Oklahoma (Estats Units). Vegeu-ne altres significats a «Massís Vinson». |

Vinson és una comunitat no incorporada al Comtat de Harmon, Oklahoma, Estats Units. La comunitat va ser anomenada per Henry B. Vinson, propietari del poblat. Encara que no estigui incorporat, Vinson té una oficina de correus, la qual va ser establerta el 20 d'agost del 1903. Encara està oberta avui en dia amb el codi postal 73571.

## Poblacions més properes
El següent diagrama mostra les poblacions més properes.